# فرانسوا ماينارد
فرانسوا ماينارد (بالفرنسية: François Maynard)‏ هو كاتب وشاعر فرنسي، ولد في 21 نوفمبر 1582 في تولوز في فرنسا، وتوفي في 28 ديسمبر 1646 في أورياك في فرنسا.

## وصلات خارجية
- فرانسوا ماينارد على موقع الموسوعة البريطانية (الإنجليزية)
- فرانسوا ماينارد على موقع ديسكوغز (الإنجليزية)